# 电子游戏类型
電子遊戲類型大多數在發展過程中約定俗成地出现，並沒有一個非常明確的標準。以載體分類，一般電子遊戲可分為五種：家用遊戲機（英語：Console）、掌上遊戲機（英語：Handheld）、街機（英語：Arcade）、電腦遊戲（英語：Computer Game）以及手機遊戲，在這裡，我們將前三者稱作「電子遊戲」，後兩者叫「PC平台遊戲」，以便區分。本條目所述的分類，基本上可套用到上述五個載體，無明顯差別。
今日，因各種遊戲元素趨於融合，類型界定並非涇渭分明，而手機運算性能的提升，也興起更多元的遊戲選擇。
遊戲的類型按照遊戲內容或遊戲進行的方式可分為以下類型。

## 以人數分類
按照遊玩遊戲的人數分析，可以分為以下三種：
- 單人單機，即是所謂的單機遊戲，指主要用於單一玩家在單個設備上玩的遊戲，一般的家用主機遊戲屬於這類。
- 多人單機，兩個以上的玩家使用同一台設備同時進行遊戲，著名的例子是超級運動員（Lode Runner，PC）。
- 多人多機，也稱為網络遊戲。是指多人使用多個設備遊玩的遊戲。如今的家用主機也早已經支持線上遊戲，例如Sony主導的PSN與PS4、同史克威爾艾尼克斯（SQUARE ENIX）開發的最終幻想XI。

## 以系統分類

### 類型縮寫
| 缩写   | 全称                                           | 汉语                     |
| ------ | ---------------------------------------------- | ------------------------ |
| ACT    | Action                                         | 動作                     |
| ARPG   | Action Role-Playing Game                       | 動作角色扮演             |
| AVG    | Adventure Game                                 | 冒險遊戲                 |
| AAVG   | Action Adventure Game                          | 动作冒險                 |
| CAG    | Card Game                                      | 卡牌游戏                 |
| FTG    | Fighting Game                                  | 格鬥遊戲                 |
| RPG    | Role-Playing Game                              | 角色扮演                 |
| RTS    | Real-Time Strategy                             | 即時戰略                 |
| TBS    | Turn-Based Strategy                            | 回合制战略游戏           |
| MMORPG | Massively Multiplayer Online Role-Playing Game | 大型多人線上角色扮演遊戲 |
| MUD    | Multi-User Dungeon/Dimension/Domain            | 多人即时虚拟世界         |
| SLG    | Simulation Game                                | 模擬遊戲                 |
| SRPG   | Simulation Role-Playing Game                   | 模擬角色扮演             |
| STG    | Shooting Game                                  | 射擊游戏                 |
| FPS    | First-Person Shooter                           | 第一人稱射擊遊戲         |
| IF     | Interactive Fiction                            | 文字冒险                 |
| TPS    | Third-Person Shooter                           | 第三人称射击游戏         |
| SPG    | Sports Game                                    | 運動                     |
| TBG    | Tabletop Board Game                            | 牌桌遊戲                 |
| PZG    | Puzzle Game                                    | 益智解謎                 |
| RCG    | Racing Game                                    | 賽車遊戲                 |
| VR     | Virtual Reality                                | 虚拟现实                 |
| AR     | Augmented Reality                              | 增强现实                 |
| MR     | Mixed Reality                                  | 混合實境                 |
| MOBA   | Multiplayer Online Battle Arena                | 多人線上戰術擂台         |
| MUG    | Music Game                                     | 音樂遊戲                 |
| QTE    | Quick Time Events                              | 快速反應事件             |
| LIG    | Live Interactive Game                          | (彈幕)直播互動遊戲       |
| ETC    |                                                | 其他                     |

### 動作遊戲
動作遊戲（Action）一般有關卡的設計，例如雙截龍（Double Dragon，FC）、超級马力欧（Super Mario Bros.，FC）系列。有些遊戲融合了射擊的要素，不過仍屬於動作遊戲，例如洛克人（Rockman，FC）、越南大戰（Metal Slug，AC）、密特羅德（Metroid，FC），一般的解釋是因為這些遊戲對人物動作的控制要強於射擊的控制。
因為目前的遊戲常會融合動作因素，我們使用這個詞時，通常指相當純粹的動作遊戲。由於硬體限制，動作遊戲在2D硬體的時代相當興盛。在SFC時代，純粹的動作遊戲就有開始有走下坡的趨勢；到了N64時代，硬體真正開始支援3D；至PS2時代，容量也漸漸不成問題，隨著主機硬體進步，動作遊戲逐漸加入劇情、解謎、3D等元素，成為動作冒險遊戲。
有些遊戲因為人物在畫面上橫向移動，且有重力設定，被稱為平台遊戲（英文：platformer）。並非所有平台遊戲皆是動作遊戲，動作遊戲會帶有暴力的因素，而萬能運動員，是平台遊戲，卻在台灣被視為益智遊戲。

### 格鬥遊戲
格鬥遊戲（Fighting）很好分辨，畫面通常是玩家兩邊面對站立並相互作戰，使對方的血格減少來獲取勝利。1980年代中期，這類遊戲首先在街機上引起了風潮，以其順暢的動作吸引了無數目光。一般認為Capcom所開發的街頭霸王2是這類遊戲的第一個成功者，而後才衍生出其他廠商各自的格鬥遊戲。
這類遊戲通常會被強烈要求兩個因素：精巧的人物與招式設定，以達到公平競爭的原則。另外則是有些同類型的遊戲注重拳腳的比試，例如SNK的拳皇；而有些就使用兵器，例如Namco的劍魂（Soul Calibur，Arcade）。此外格鬥遊戲尚有2D的平面繪圖、2D視角的3D繪圖（快打旋風EX，Arcade）以及全3D（VR快打，Virtua Fighter）系列的格鬥遊戲，不過幾乎所有的格鬥遊戲他們的遊戲方式都相同，除了一點小差異：全3D格鬥遊戲，視角會轉換，不能使用往後的按鍵作為防守，所以大多設有專用的防守鍵。

### 冒險遊戲
冒險遊戲（Adventure）。這類遊戲幾乎只在PC電腦上發展，並且是電腦遊戲最初發展的類型之一，在大約1980-1990年之間這類遊戲發展到顛峰。在當初的電腦效能遠遠遜於現在的電腦，並不能做精細的畫面處理，因此以文字為主的冒險遊戲便大行其道，一般以下指令與解謎為兩大要素，不用漂亮的畫面也能使玩家擁有豐富的遊玩經驗。那個時代的許多經典遊戲都屬於這個類別，例如警員故事（Police Quest）系列、宇宙傳奇（Space Quest）系列、國王密使（King's Quest）系列、紗之器（Loom）、猴島小英雄（Monkey Island）系列、印第安那瓊斯（Indiana Jones）系列等等不勝枚舉。那時的遊戲光景與現在完全不同，可以說是一個輝煌的前時代。
隨著電腦效能的進步，冒險遊戲雖然有了一番蛻變，這類型的遊戲已經不再是電腦遊戲的主流，而是變成一種小眾文化。同樣的由於冒險轉型，使得家用主機上也出現了許多的冒險遊戲。近期著名的遊戲如迷霧之島（Myst）、西伯利亞（Syberia）等等。

### 動作冒險
動作冒險遊戲（Action Adventure）。這個類型的冒險遊戲，揉合了動作元素。最赫赫有名的就是古墓奇兵（Tomb Raider，PS）系列了。另外，波斯王子（Prince of Persia，PC）系列（不包括3D系列）亦可算是。

### 角色扮演
電子角色扮演遊戲（Role Playing Game；RPG）。玩家負責扮演一個或數個角色，角色如同真實人物一般會成長，並且有關於人物本身的諸多細節供玩家調整。這類遊戲可再分為「日式」與「美式」兩類，可以說日式風格與歐美風格對於「角色扮演」一詞詮釋的有所不同。以下做簡單說明。
日式風格的重點在於劇情（plot）本身，把遊戲本身視為一個小說，而玩家的任務在於展開小說的時間線（timeline），著名的遊戲有最終幻想、勇者鬥惡龍（Dragon Quest）系列。台灣與大陸出產的角色扮演遊戲，大多屬於此類。
純然的歐美風格的重點在世界觀（world view），玩家的任務在於控制人物做出選擇——如同真實生活中的社會一樣，这一点是与其源头桌上角色扮演游戏所一致的。目前汗牛充棟的MMORPG較靠近歐美風格的思維。此類著名的遊戲有质量效应三部曲（Mass Effect）、創世紀（Ultima）系列、魔法門（Might and Magic）系列、辐射系列（Fallout）
近來也有兩種風格相互結合的現象，例如最终幻想VII，或 金庸群俠傳，是以日式風格為主、歐美風格為輔的遊戲。

#### 動作角色扮演遊戲
動作角色扮演遊戲（Action Role Playing Game）。同時具備動作遊戲與角色扮演遊戲要素，要求戰鬥場景的及時處理、角色成長概念的遊戲。
著名遊戲有伊蘇系列、聖劍傳說、人中之龍系列等。

#### 戰略／模擬角色扮演遊戲
戰略角色扮演（策略角色扮演）遊戲（Strategy Role-Playing Game）也作模擬角色扮演遊戲（Simulation Role-Playing Game）。這類遊戲給予玩家一個在遊戲中的設定，也就是別於一般的模擬戰爭遊戲，玩家除了戰略上的思考，角色上也有所心思。它們擷取了角色扮演遊戲的特點：角色升級與裝備，藉此增加玩家的參予感，以及故事的進行性。此類遊戲集合了模擬戰爭遊戲與角色扮演遊戲之要素，因此也可分類於模擬遊戲、戰略遊戲之下，具有角色扮演要素的戰棋式遊戲也屬此類。可以說與其完全相反的類型是即時戰略遊戲。
著名的此類遊戲如天使帝國、火焰之纹章、七英雄物語、炎龍騎士團、特勤機甲隊。

#### 網際網路角色扮演遊戲

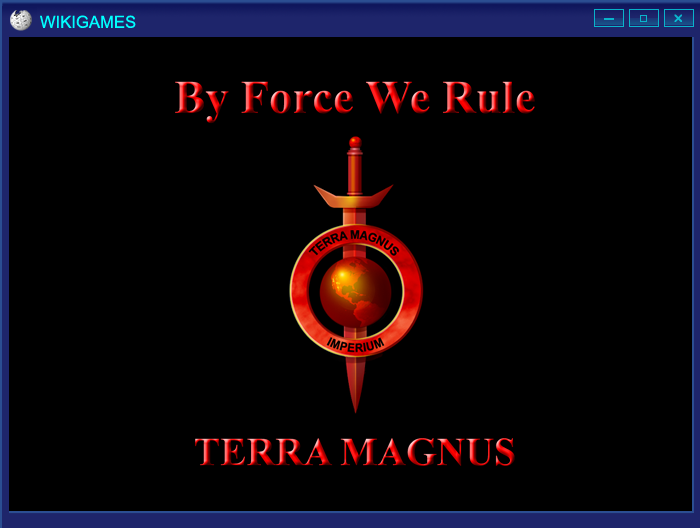

大型多人線上角色扮演遊戲（Massively Multiplayer Online Role-Playing Games）。為線上遊戲的一種，常簡寫作MMORPG。
這類遊戲必須連上網際網路（Internet）才可遊玩，由玩家方面使用購買的客端程式（client）連上廠商所提供的付費伺服器（server），客端程式與伺服器之間的數碼訊號傳到玩家的電腦後才圖形化，這也是客端程式的唯一任務。而伺服器則提供一個可以活動的虛擬網路空間，給玩家探險和組隊等等的活動所使用。著名的遊戲如無盡的任務（EverQuest）、天堂（Lineage）、仙境傳說（Ragnarok Online）、創世紀線上（Utlima Online）、魔獸世界（World Of Warcraft）等等。

### 模擬游戏
模擬遊戲（Simulation）。以電腦模擬真實世界當中的環境與事件，提供玩者一個近似於現實生活當中可能發生的情境的遊戲，都可以稱作是模擬遊戲。
模擬遊戲當中以藝電的模擬人生系列最為著名，遊戲以日常生活作為背景，又加入不少創意，增加遊戲的吸引力。模擬遊戲當中以飛行模擬遊戲的畫面與設計複雜度最高，對硬體的需求也是模擬遊戲當中偏高的一類，早期的電腦遊戲發展上，飛行模擬遊戲也是觸發玩者對硬體升級的一個重要原因。

#### 模擬戰爭／戰略遊戲
模擬戰爭／戰略遊戲為模擬遊戲種類中最龐大的一類。在遊戲分類精密化、複雜化後，本類型也往往脫離模擬遊戲被視為一獨立分類：戰略遊戲。此類遊戲模擬戰場的情景，其中玩者作為戰場上的決策者，兵將的配置、戰術的考量等戰略運用均將左右戰局。

#### 飛行模擬遊戲
飛行模擬遊戲（Flight Simulator）。飛行模擬遊戲的最重要的目的在於滿足一般人想要飛行，可是受限於各種客觀因素而無法親身體驗的一種替代方式。設計極為真實的飛行模擬軟體甚至是各國空軍與航空公司作為訓練的重要項目，有些遊戲公司也和軍方合作，提供不同型態的飛行模擬軟體擔任訓練的任務。
飛行模擬遊戲可以分為軍用和民航兩大類，前者在過去的出版種類遠高於後者，只是目前的市場環境與設計的成本因素等影響下，飛行模擬的市場萎縮的很快，許多公司不是轉移製作重心就是出現合併或者是結束營業的情況。
飛行模擬遊戲與飛行射擊遊戲在某些地方很類似：他們都提供玩者駕駛飛機進行戰鬥。可是，飛行模擬遊戲強調的是與真實世界的相似與密切關聯，玩者不僅僅是控制一架電腦中的飛機的飛行與射擊，還需要了解並且遵循與真實飛機接近的操作程序與注意事項。譬如說，某架飛機在起飛前需要經過的發動機啟動過程，在飛行模擬遊戲中都會有不同程度的描述和玩者的參與，而飛行射擊遊戲則不會偏重在這些項目上。同時，飛行模擬遊戲非常強調與真實飛機相近的飛行性能表現，當然，每一款遊戲偏重與強調的細節不盡相同，每一款遊戲也會對模擬的精確性有所取捨，通常愈是受到專精玩者好評的飛行模擬遊戲，往往對飛機的飛行性能的模擬接近真實。

##### 太空模拟游戏
太空模拟遊戲（Space Combat Sim）。太空模擬遊戲與飛行模擬遊戲相差無幾，它們通常擁有飛行模擬遊戲的一些基本要素：掌控飛機飛行；但也多出了一些其他的東西。這類遊戲與飛行模擬遊戲不同，它們通常有史詩般的劇情和故事。模擬的飛行雖作為一種遊玩的方式，實際上就是一種過關斬將的遊戲。太空模擬遊戲並且使用了很大部分的科幻元素：龐大的太空艦艇、雷射（或電漿）炮、空間跳躍、外星人、量子電腦、立體投像等等都是常見的。在遊戲史上，最早的幾個模擬飛行遊戲事實上都是太空模擬遊戲。
這類遊戲著名的有：銀河飛將（Wing Commander）、X戰機（X-Wings）、鈦戰機（Tie Fighter）、天旋地轉（Descent）、縱橫太空（Freespace）。

#### 火车模拟游戏
- 微软模拟列车，Microsoft Train Simulator
- Trainz模拟火车（TS），Train Simulator 2004

#### 模拟经营／策略游戏
模拟经营游戏又稱模擬策略遊戲。玩家需妥善規劃遊戲中金錢的運用以達到成功目標，其中牽涉到資金調度與投資策略。取材至真實世界，此類遊戲有著各式各樣的模擬題材，上至一整個國家，下至一間農場，模擬的對象廣泛。
- 夢幻西餐廳（及其後一系列‘夢幻’經營遊戲）
- 铁路大亨
- 过山车大亨
- 大富翁
- 模擬城市
- 模擬農場
- 凱撒大帝
- 皇帝：龍之崛起

### 戰略遊戲

#### 回合制策略游戏
回合制策略游戏是一种最早期的戰略游戏的形式，所有的玩者輪流進行自己的回合，只有在輪到自己的回合時，才能夠進行各種行動。早期的戰略遊戲由於CPU運算能力有限，在考量遊戲樂趣的情況下，多半採取這種型式。早期多为电子游戏版本，虽然多人游戏兴盛，但很少有联机游戏，联网功能是从个人电脑开始发展，如早期的战岛系列游戏。
日本光荣公司出品的《三国志》系列、《信長之野望》系列以及SystemSoft的《大戰略》系列，《光明與黑暗續戰篇》系列等都是回合制戰略遊戲中为亚洲玩家熟知的作品。中文遊戲名作包括有《天使帝國》、《炎龍騎士團》、《天地劫》等系列作品。
多数戰棋類型遊戲也屬於此分類，以戰鎚系列最著名。

#### 即時戰略遊戲
即时战略游戏（Real-Time Strategy）模擬即時的戰爭活動。如同真實般流逝的時間是这类游戏的重要要素，玩家可以在每一秒做出決定。此類遊戲的开创者是沙丘魔堡二（Dune 2），而終極動員令（Command & Conquer）則將這個理念發揚光大。另外還有重要的一點是這類遊戲的重點在於線上遊玩，玩家可以連上並使用不同的軍隊來對抗，也因此一些已經很古老的遊戲如星际争霸（StarCraft）风靡全球多年。
其他的著名系列包括将RPG要素發揚广大的魔獸爭霸（Warcraft）系列、橫掃千軍（Total Annihilation）、空间战争背景的家园（Homeworld）系列。

#### 線上即時戰略遊戲
一些即时战略游戏允许多人线上对战，如被视作網路版星海爭霸（StarCraft）的破碎銀河系，可同時讓10000名玩家上線對戰，每一種戰鬥單位的裝備都具有豐富的變化，玩家可以擁有並編組不同的戰鬥單位上場戰鬥，並可依玩家喜好進行戰鬥單位的進化與改造。

### 射擊遊戲
射擊遊戲（Shooting）。概括來說，沒有純然的射擊遊戲，因為射擊必須要經過一種投射的方式來呈現它的“射擊”方式。因此並沒有一個遊戲純然屬於射擊遊戲而不屬於以下哪一種特別的射擊方式。

#### 飛機射擊遊戲
飛機射擊遊戲（Aircraft Shooting）。這種類型的發展算是最早期的幾種遊戲類型之一，如街機上的《小蜜蜂》早期也可以算是飛機射擊遊戲——雖然現在它是益智遊戲，因為這個類型現在有更嚴格的定義，通常指的是捲軸飛機射擊遊戲。這類遊戲最基本的形式，就是玩家控制一台飛機（有死亡次數的限制），發射投射物打擊敵人，並且躲避致命的因素（例如相撞，或是敵人的投射物），而遊戲的目的通常是過關斬將打敗敵人、或者是不斷的累積分數（類似俄羅斯方塊）。這類遊戲在街機上的發展比在家用主機上更加繁盛。這類遊戲著名的有雷电（AC）、斑鳩（AC）、1942（AC）、彩京1945（AC）。

#### 光線槍遊戲
光線槍遊戲（Light-gun）。這類遊戲獨有的特徵就是拿著一把能感光的槍（光線槍）對著電子槍螢幕射擊，在遊戲的畫面上就會出現槍擊的效果。原理是感光手槍在按下發射鈕時，電視螢幕會出現瞬間的白色閃光，閃光中其實含有給光線槍的訊息。由於電視的畫面並非所有部分同時成像（掃描線），所以光線槍接收到訊號時，遊戲機依照時差經過運算比對便能得出玩家目前槍枝所指的是螢幕的哪個位置，並且做出反應。
一般來說這類遊戲的題材很大一部分是警匪槍戰、也有對付怪物和外星生物的，例如死亡之屋（The House of the Dead）和異型（Alien 2）。
光線槍遊戲一向數量都不多，因為在家用電視上遊玩的效果，不如街機的好，而且街機通常可視範圍較大、也有專用的機台和槍來增加遊玩效果（例如Time Crisis,The House of the Dead），更有一些槍枝是固定在框體上的，使用的是機槍或是狙擊槍。光線槍遊戲可以說是歷久不衰的類型之一（或許說它從未大紅大紫過），從紅白機時代開始發展，到現在在一些遊戲機中心（Game Center）也總是能看到光線槍遊戲盤據一角。
著名的光線槍遊戲有打鴨子（FC）、Virtua Cop系列、新宿特警、世界大戰等等。

#### 第一人稱射擊遊戲
第一人稱射擊遊戲（First-person Shooter）。此類型的遊戲可說是1995年之後，逐漸成為電腦與電子遊戲發展的要角——不過電腦平台仍遠多於電子平台，家用主機上的FPS也大多移植自電腦遊戲；到了現今（2005年），電玩界的大事幾乎全是FPS相關的，影響力可見一斑。FPS的發展不斷的推動電腦上的娛樂工業，將PC平台的發展帶到極致。不過它如此出鋒頭並不是因為它這類型特別好玩，而是因為3D全景、擬真的繪圖已經變成一種潮流，而FPS則是極好發揮這個要點的題材：畫面所呈現的景物即是遊戲人物的眼睛所見。為了做到如此效果，這類遊戲需要模擬真實的眼睛所看見的真實環境。
在美國著名的影集《六人行》（又譯《老友记》）中，錢德曾在使用他的筆記型電腦幫他的朋友繪製表格時說了一句：「嘿，你們想玩Doom嗎？」而引得哄堂大笑。他所提到的毀滅戰士（PC平台，1993年）就是當時热门的FPS遊戲。一般FPS有別於普通的射擊遊戲而多出瞄準（aiming）與控制移動（movements）的要素，著名的遊戲有很多，例如戰慄時空（Half-life，PC）、雷神之錘（Quake，PC）系列、魔域幻境（Unreal，PC）系列等等。

#### 第三人稱射擊遊戲
第三人稱射擊遊戲（Third-person Shooter）。簡單的說是FPS的一種簡易的變形。玩家能看到所操控人物的背面，避免被其他玩家擊倒。其操控的技巧與FPS並無二致，事實上，現在的許多遊戲都支援在第一人稱視角與第三人稱視角之間的切換。
著名的遊戲如英雄本色（Max Payne，PC）、Splatoon系列等。此外有人也將古墓奇兵系列當作第三人稱射擊遊戲，但這裡認為古墓奇兵的射擊瞄準因素並不十分重要，最多只能把它歸類為第三人稱視角的動作冒險遊戲。

### 竞速遊戲
竞速遊戲（Racing），主要是赛车遊戲。如同現實生活中一般認為賽車競技是運動的一類，這類遊戲在很早以前曾屬於運動遊戲的範疇之一。不過在2000年代初期，賽車遊戲發展的氣焰一度壓過運動遊戲，例如Sega Rally、MotoGP、Gran Turismo（GT）系列、極速快感（Need for Speed，NFS）系列等等。
近來的賽車遊戲發展趨勢，都以模擬著名賽事為主（和運動遊戲相同），遊戲內也會包含該年度比賽的所有人物和隊伍，甚至提供給玩家組隊或調整的功能。而以前的賽車遊戲較偏向純賽車活動，例如摩扥雷神（Moto Racer）系列。

### 運動遊戲
運動遊戲（Sport）。顧名思義就是以進行運動作為主軸的遊戲。包括各種運動，例如雪上運動、籃球、高爾夫球、足球、網球等具策略性的運動較為熱門。著名的遊戲如NBA 2K系列。
在大型街機中，運動遊戲有突出的表現，因為可以提供專用的操作方式，別於電腦與家用主機的只提供按鈕操作，例如腳踏車、泛舟等類運動都有專用的遊戲機台。較特別的是，在紅白機也上曾經出現以踏板來控制的遊戲。

### 音樂遊戲
音樂遊戲（Rhythm Game）。這類遊戲是完全由日本遊戲廠商發展出來的，遊戲的方式很直觀，在遊戲進行的當時會有音樂播放出來（通常是節奏明確的），而玩家所需要做的就是隨著音樂反應，例如跳舞、彈吉他、打鼓、按按鈕等。這類遊戲非常注重記憶，也就是幾乎沒有人能夠單單依靠天賦完成一首普通難度的歌；並且除了街機和家用機以外，早期在個人電腦上並沒有官方發行的節奏遊戲，又因為這類遊戲在進行時很引人注目，通常會吸引一家遊戲中心的人潮。隨時代演進也出現了家用版的音樂遊戲與VR版的遊戲。

### 益智遊戲
益智遊戲（Puzzle）。以同樣規則的來持續進行的遊戲，一般來說益智遊戲的畫面不會捲動，因為如此較好掌控整個遊戲的情形。又此類遊戲可以有動態，靜態的分別。前者如打磚塊（Astroid，FC）、吃豆人（Pac-man，FC）、俄羅斯方塊（Tetris，FC）；後者則像是五子棋、象棋、橋牌等等桌面遊戲較少需要快速反應的遊戲。比較特殊的例子像是炸彈人 (遊戲)（Bomberman，FC），它雖然有動作的元素，仍可以考慮為益智遊戲之一。

### 直播互動遊戲
一種建立於直播平台上的遊戲類型（Live Interactive Game），也稱為彈幕互動遊戲，主播在直播時開啟遊戲，觀眾可以在遊戲中，分隊、點讚、送禮物、傳送留言等，彈幕機制會把這些訊號轉由遊戲中的資源或效果，讓直播從原本的一對多，轉為觀眾也可以彼此互動。

### 沙盒类游戏
Sandbox Game，遊戲內容由玩家創造的遊戲，使用者分享、使用者創造、集體貢獻智慧，高度自由和互動的遊戲。代表作有凡人Mortal Online、蓋瑞模組、上古世紀。
該遊戲類別無法被前幾項所分類，特點有：極大的角色成根自由度，沒等級沒職業，不強調技能，只強調技術與默契，無限大的世界，無接縫地圖等。